# Sam, Hard And Heavy
Sam, Hard And Heavy est un album de Sam Samudio sorti en 1971.

## Liste des titres
| No  | Titre                            | Durée |
| --- | -------------------------------- | ----- |
| 1.  | Homework                         | 2:16  |
| 2.  | Relativity                       | 3:14  |
| 3.  | Lonely Avenue                    | 2:48  |
| 4.  | I Know It's Too Late / Starchild | 6:20  |
| 5.  | Let's Burn Down The Cornfield    | 2:43  |
| 6.  | Sweet Release                    | 4:48  |
| 7.  | Key To The Highway               | 2:08  |
| 8.  | Don't Put Me On                  | 2:30  |
| 9.  | 15° Capricorn Asc.               | 4:37  |
| 10. | Goin' Upstairs                   | 5:06  |

## Distinctions
L'album remporte le Grammy Award des meilleures notes d'album en 1972.